# ノイエンキルヒェン (オスナブリュック郡)
ノイエンキルヒェン (ドイツ語: Neuenkirchen) は、ドイツ連邦共和国ニーダーザクセン州オスナブリュック郡北西部のザムトゲマインデ・ノイエンキルヒェンを構成する町村（以下、本項では便宜上「町」と記述する）であり、その本部所在地である。

## 地理

### 位置
ノイエンキルヒェンはアンクム高地の南に位置する。

### 隣接する市町村
ノイエンキルヒェンは、西はヴォルトラーゲ、北はメルツェン、東はブラームシェ、南はノルトライン＝ヴェストファーレン州シュタインフルト郡のヴェスターカペルン、メッティンゲンおよびレッケと境を接している。

### 自治体の構成
ノイエンキルヒェン町を構成する地区は以下の通り:
- ノイエンキルヒェン
- リムベルゲン
- リンテルン
- ノイエンキルヒェン＝ヴェスト
- ローテルツハウゼン
- シュタインフェルト
- フィンテ

リンテルン地区の一部にエギプテン農地がある。エギプテン（エジプト人を意味する）は公式な地区ではないが、一定のまとまりがある地域で、その名前で有名になっている。

## 歴史

### 町村合併
リムベルゲン、リンテルン、ローテルツハウゼン、シュタインフェルト、フィンテは1972年7月1日に合併した。

### 人口推移
以下の表は、各年の12月31日時点での町域における人口を示している。
数値は、1987年5月25日の人口調査結果に基づくニーダーザクセン州統計およびコミュニケーション技術局の研究結果である。
1961年（6月6日）と1970年（5月27日）の数値は、1972年7月1日に合併した地域の人口を含む人口調査の結果である。
| 年   | 人口（人） |
| ---- | ---------- |
| 1961 | 2,783      |
| 1970 | 2,875      |
| 1987 | 3,269      |
| 1990 | 3,406      |
| 1995 | 4,125      |
| 2000 | 4,489      |
| 2005 | 4,582      |
| 2010 | 4,546      |
| 2011 | 4,502      |

## 行政

### 議会
ノイエンキルヒェンの町議会は15議席で構成されている。これに投票権を有する議長として町長が加わる。

### 姉妹自治体
- イェジオラニ（ポーランド語版、英語版）（ポーランド、ヴァルミア＝マズールィ県）2006年8月

### スポーツ
- SV アイントラハト・ノイエンキルヒェン 1925 e.V.[5]
- テニスクラブ・ノイエンキルヒェン e.V.